# Cayo Licinio Calvo
Cayo o Gayo Licinio Calvo  fue un político y militar romano del siglo IV a. C. perteneciente a la gens Licinia.

## Familia
Calvo fue miembro de los Licinios Calvos, una rama familiar de la gens Licinia. Estaba emparentado con el tribuno consular Publio Licinio Calvo Esquilino.

## Carrera pública
Fue elegido magister equitum por el dictador Marco Furio Camilo en el año 368 a. C. y alcanzó el consulado en el año 364 a. C.